# Q型小惑星
Q型小惑星(Q-type asteroid)は、比較的珍しい小惑星帯内側の小惑星である。[スペクトル上に、1μmと2μmのカンラン石と輝石の強く幅の広い線が見られ、また、スペクトル傾斜は金属の存在を示している。スペクトル型は、V型小惑星とS型小惑星の中間である。
Q型小惑星のスペクトルは、他の小惑星よりも、普通コンドライトの隕石のものにより近い。そのため、実際はたくさん存在するが、そのごく一部のみが同定されているに過ぎないと考えられている。Q型小惑星の例は、アポロやバックス、また未命名の1991 BN、1997 US9等である。